# Ulrich Kirchhoff
Ulrich Kirchhoff (ur. 9 sierpnia 1967 w Lohne) – niemiecki jeździec sportowy, dwukrotny złoty medalista olimpijski z Atlanty.
Startował w skokach przez przeszkody. W Atlancie zwyciężył w konkursie indywidualnym, a z Franke Sloothaakem, Larsem Niebergem i Ludgerem Beerbaumem także w rywalizacji drużynowej.

## Starty olimpijskie (medale)
Atlanta 1996
- konkurs indywidualny (na koniu Jus De Pommes) -  złoto
- konkurs drużynowy (Jus De Pommes) -  złoto